# Välj svensk vara
Välj svensk vara beskrivs som ett upprop, till svenska konsumenter från svenska producenter, med syfte att driva upp efterfrågan av svensktillverkade produkter. Initiativet till uppropet togs i oktober 1923 med anledning av den svåra ekonomiska situation som hade uppstått i Sverige under mellankrigstiden med lågkonjunktur och arbetslöshet som följd.
Initiativtagare var organisationerna Sveriges allmänna lantbrukssällskap representerade av Johan Beck-Friis och Gustaf Leufvén, Sveriges industriförbund representerade av Ernst Wehtje och Axel Hultkrantz, Sveriges Hantverksorganisation representerade av Carl J F Ljunggren och Gunnar Willén) och Sveriges köpmannaförbund representerade av E A Thunholm och H Almström.
Uppropet tog kampanjliknande former där organisationernas medlemsföretag använde sig av budskapet i sin marknadsföring, bland annat i butiker och affärslokaler, i annonser och på mässor, fram till slutet av andra världskriget.